# Decapodiformes
I Decapodiformi (Decapodiformes Leach, 1817 ) costituiscono un superordine di molluschi cefalopodi coleoidi. Vengono chiamati anche Decapodi, ma questo nome può generare confusione con l'omonimo ordine di crostacei.
A questo superordine, come intuibile dal nome (Decapodiformes, dalla combinazione delle parole latine deca- = prefisso per "decina", podos = "piedi" e -formes = suffisso per indicare similitudine, quindi "muniti di dieci piedi") vengono ascritte più o meno tutte le specie munite di dieci appendici cefaliche, a loro volta suddivise in otto braccia e due tentacoli. Altre caratteristiche tipiche degli appartenenti a questo superordine sono una conchiglia sempre presente anche se più o meno regredita (come l'osso di seppia o il gladio dei calamari).
Si pensa che i decapodiformi derivino da un coleoide ancestrale munito di dieci braccia tutte uguali fra loro: col passare del tempo, un paio di appendici (rispettivamente il II e il IV) cominciò a modificarsi in due direzioni, da un lato regredendo financo a scomparire (portando agli attuali Octopodiformes muniti di otto braccia), dall'altra sviluppandosi portando alle appendici tentacolari dei decapodiformi.

## Tassonomia
Il superordine dei decapodiformi è uno dei due in cui si divide la coorte dei neocoleoidi, che assieme ai Belemnoidea costituisce la sottoclasse dei coleoidi. A questo superordine vengono ascritti quattro ordini tuttora esistenti più un ulteriore ordine estinto, la cui effettiva appartenenza ai decapodiformi è tuttavia dubbia:
- Classe Cephalopoda
  - Sottoclasse Coleoidea
    - Coorte Neocoleoidea
      - Superordine Decapodiformes
        - Ordine Spirulida (Spirula)
        - Ordine Sepiida (Seppie)
        - Ordine Sepiolida
        - Ordine Teuthida (Calamari)
          - Oegopsida
          - Bathyteuthida
          - Myopsida

        - Ordine Idiosepida
        - Ordine Boletzkyida † (dubbio)